# 725

## Decese
- Grimoald (Grimwald), duce de Bavaria din 715 (n. ?)